# Edetlistan
Edetlistan (EDL) är ett lokalparti verksamt i Lilla Edets kommun. De har sedan valet 2022 ett mandat i kommunfullmäktige, efter att ha fått 4,05 % av rösterna. Några av partiets profilfrågor är att bygga en högstadieskola i Lödöse, sänka politikerarvodena samt att inrätta ett kommunalt vaktbolag.
Partiet ingår under mandatperioden 2022–2026 valteknisk samverkan i opposition tillsammans med Sverigedemokraterna och Kristdemokraterna.